# Mordechai Vanunu
Mordechai Vanunu (en hébreu : מרדכי ואנונו), aussi connu sous le nom de John Crossman, né le 13 octobre 1954 à Marrakech, est un technicien nucléaire et militant israélien.
Vanunu s'est fait connaître du grand public en 1986 en révélant au journal anglais The Sunday Times des détails sur le programme nucléaire militaire israélien dont notamment des photographies prises à l'intérieur de la centrale nucléaire de Dimona. Après son enlèvement à Rome le 30 septembre 1986 par les services secrets israéliens, Vanunu a été jugé et condamné pour « trahison de secret d'État ». Il a passé 18 ans en prison et à sa libération en 2004, il lui a été interdit de prendre contact avec tout journaliste étranger et également de quitter l'État d'Israël.

## Biographie

### Une jeunesse israélienne
Mordechai Vanunu est né à Marrakech au Maroc le 13 octobre 1954 dans une famille juive marocaine. Sa famille nombreuse émigre dans les années 1960 en Israël à Beer-Sheva grâce au Mossad. Son éducation est religieuse car ses parents sont très pratiquants. Comme tous les jeunes (non religieux) Israéliens, il fait son service militaire et devient caporal dans le génie. À la sortie, il échoue à l'examen pour entrer à la faculté de Sciences. Il répond à une petite annonce pour devenir technicien à la centrale nucléaire de Dimona. Il est embauché dans cet établissement en 1977 après une enquête de moralité du Shabak, service de sécurité intérieur d'Israël.

### Un travail particulier
L'activité dans la centrale est cloisonnée et très secrète. Il signe à son entrée un engagement de confidentialité, valable même en interne. Après des études approfondies sur l'uranium et le plutonium, il accède à un poste opérationnel de chef d'équipe au sein de Machon 2, bunker souterrain dédié à l'armement. Son nouveau travail lui confère un statut particulier puisqu'il échappe aux périodes de réserve de l'armée. En parallèle à son activité secrète, sa vie publique connaît de grands changements.

### Une vie publique mouvementée
Vanunu commence par abandonner sa religion pour devenir laïc. Il rejoint à cette période les mouvements de gauche en réaction à l'invasion israélienne au Liban en 1982. Il se lie à des militants au sein de l'université de Beer-Sheva où il étudie la philosophie pendant son temps libre. Il participe à de nombreuses manifestations de solidarité avec les peuples arabes.
Le Shabak met du temps à détecter ce comportement pour un employé d'un site aussi sensible pour le pays. Il est rappelé à l'ordre en 1985 mais cet avertissement ne modifie pas sa ligne de conduite. Il est donc licencié en même temps que plusieurs employés. Une réduction d'effectifs pour motifs économiques est en effet opérée à cette période.
Mais auparavant, Vanunu avait  réussi à introduire dans l'enceinte de Machon 2 un appareil photo. Il y réalise 60 clichés.

### Le temps des révélations
Vanunu utilise l'argent de son licenciement pour voyager et se détendre. Il visite plusieurs pays avant d'atterrir en Australie. Ce pays le transforme : il lie de nouvelles amitiés et se convertit au christianisme, devenant anglican. Il rencontre Oscar Guerrero, un journaliste indépendant colombien, auquel il révèle son histoire et montre pour la première fois les photos de la centrale nucléaire de Dimona. Guerrero flaire le bon coup et promet à Vanunu qu'il peut vendre ce scoop pour un gros montant. Le journaliste pigiste contacte donc plusieurs rédactions. Le Sunday Times à Londres montre de l'intérêt pour cette révélation et dépêche Peter Hounam (en), diplômé de physique. La direction souhaite faire valider toutes les informations avant publication. Des scientifiques comme Theodore Taylor, élève de Robert Oppenheimer ou Frank Barnaby , confirment les propos de Vanunu.
Le journaliste du Sunday Times affirme que Vanunu a agi par conviction philosophique et qu'aucune somme n'a été versée. Vanunu est pris en charge par la rédaction qui le fait venir à Londres le 12 septembre 1986. Guerrero n'apprécie pas sa mise à l'écart et révèle l'affaire à un autre organe de presse anglais : le Sunday Mirror, qui publie l'histoire de façon sommaire. Vanunu sait que son pays punit de 15 années de prison une telle révélation et avertit le quotidien qu'il a besoin de quelques jours pour récupérer.

### Enlèvement par les services secrets israéliens
Les services secrets de plusieurs pays préviennent leur homologue israélien (Mossad) qu'un ressortissant israélien vend des informations concernant Dimona. Le Mossad concocte un plan pour capturer Vanunu considéré comme « traître » sur ordre du Premier ministre, Shimon Peres. Enlever un homme à Londres risque de mettre à mal les relations de l'État juif avec Margaret Thatcher. Il faut donc lui faire quitter le territoire de la Grande-Bretagne. Deux espions israéliens surveillent les déplacements de Vanunu toute la journée. Ils placent à un moment opportun une jeune femme sur sa route. Il succombe aux charmes de Cindy, alias Cheryl Bentov (en), agent du Mossad. Après plusieurs rencontres, elle persuade le technicien de se reposer à Rome en sa compagnie. Le 30 septembre 1986, Vanunu la suit à bord du vol 504 de la British Airways  malgré les conseils du Sunday Times de ne pas quitter Londres. Le Mossad attend Vanunu dans la capitale italienne, l'enlève et l'expédie en secret par voie maritime jusqu'en Israël pour le juger. La rupture de contact pousse le Sunday Times à publier son scoop le 5 octobre 1986. L'armement nucléaire d'Israël est révélé à la une du quotidien. Photos de Machon 2 à l'appui, l'arsenal de l'Etat juif est évalué à des dizaines de  têtes.

### Le procès
Vanunu est interrogé en Israël par les services secrets. Les journaux du monde entier parlent de lui, notamment après son arrivée au tribunal de Jérusalem pour une audience, où il inscrit sur sa main plusieurs informations et où il la plaque sur la vitre du fourgon de police, révélant son enlèvement par le Mossad en Italie le 30 septembre 1986. Cette photo fera la une des journaux partout dans le monde. Le tribunal de Jérusalem le condamne à 18 ans de prison le 24 mars 1988 pour trahison, espionnage et révélation de secrets d'État.

### Prisonnier d'opinion
Sa libération intervient le 21 avril 2004 après 18 années de prison, dont onze passées en isolement total. Les autorités israéliennes lui interdisent de communiquer avec des étrangers, des journalistes, des représentants d'ambassade, etc. Il lui est interdit de quitter Israël et il se loge à l'hôtellerie de la cathédrale anglicane Saint-Georges de Jérusalem. Passant outre ces interdictions, il prend alors contact avec des journalistes et, en conséquence, est inculpé en mars 2005 de 21 infractions à cette décision de justice et laissé en liberté dans l'attente du jugement. Pour chacune de ces infractions, il encourt un maximum de deux ans d'emprisonnement.
Il est considéré par les associations de défense des droits de l'homme comme un prisonnier d'opinion. Le gouvernement israélien, quant à lui, le considère toujours comme un traître. Vanunu se montre très critique à l'égard de la politique israélienne et n'a de cesse de réclamer sa « liberté », à commencer par celle de quitter le pays.
Il a été jugé coupable en avril 2007 d'avoir parlé à des étrangers, en infraction avec les interdictions imposées par les services de l'État d'Israël et condamné le 2 juillet 2007 à « 6 mois de prison ferme et 6 mois avec sursis pour avoir brisé « sa promesse de silence », c’est-à-dire non pas pour avoir tenu des propos illégaux, mais pour s’être exprimé ».
Il est de nouveau arrêté en décembre 2009 et placé en résidence surveillée pour avoir « rencontré des étrangers » (ce qui lui est interdit selon les termes de sa libération en avril 2004). De son côté, son avocat a déclaré que son client avait été arrêté parce qu'il avait une petite amie de nationalité norvégienne,. Le 19 mai 2015, il a d'ailleurs annoncé son mariage avec cette femme.

## Reconnaissance
Il est récipiendaire du prix Nobel alternatif en 1987, « pour son courage et son abnégation en révélant l'étendue du programme d'armement nucléaire d'Israël ».
Le 15 mai 2001, il reçoit le titre de Docteur honoris causa de l'université de Tromsø.
Il a été nommé recteur de l'université de Glasgow pour la période 2005-2008, un titre honorifique décerné par la communauté étudiante.